# Martin Luther (politiker)
Martin Luther, född 16 december 1895 i Berlin, död 13 maj 1945 i Berlin, var en tysk nazistisk diplomat och politiker. Han var därtill Brigadeführer i Sturmabteilung (SA).

## Biografi
Luther var biträdande statssekreterare (understatssekreterare) vid Tysklands utrikesministerium, Auswärtiges Amt, och nära medarbetare till utrikesministern Joachim von Ribbentrop. Utrikesministeriets uppgift var bland annat att diplomatiskt förbereda folkmordet på judarna i de ockuperade länderna. Luther deltog i Wannseekonferensen 1942, och hans kopia av mötesprotokollet - som påträffades 1947 - är det enda bevarade och anledningen till att mötet kunnat rekonstrueras i någorlunda detalj. 
Luther försökte i mitten av februari 1943 att avsätta Ribbentrop, men misslyckades och internerades i koncentrationslägret Sachsenhausen som "privilegierad fånge". Han befriades av Röda armén i maj 1945, men avled i en hjärtinfarkt kort därefter.

## Populärkultur
I filmen Konspirationen från 2001 porträtteras Martin Luther av Kevin McNally.